# Переможье
Перемежье(от слова "межа", "граница") (укр. Переміжжя) — село на Украине, находится в Радомышльском районе Житомирской области.
Код КОАТУУ — 1825087604. Население по переписи 2001 года составляет 70 человек. Почтовый индекс — 12253. Телефонный код — 4132. Занимает площадь 0,39 км².

## Адрес местного совета
12253, Житомирская область, Радомышльский р-н, с. Пилиповичи, ул. Чайковская, 3